# Lista de jogos eletrônicos da Atlus
Aqui estão listados os jogos desenvolvidos e os publicados pela empresa de Video games Atlus, seguida da data de lançamento nos Estados Unidos de tal jogo.

## Jogos desenvolvidos pela Atlus
| - ADVAN Racing - Amazing Tater - Bio-Senshi Dan: Increaser to no Tatakai - Bonk's Adventure - deSpiria - Devil Summoner: Soul Hackers - Digital Devil Monogatari - Megami Tensei - Digital Devil Monogatari - Megami Tensei II - Etrian Odyssey - Etrian Odyssey II: Heroes of Lagaard - Giten Megami Tensei: Tokyo Mokushiroku - Golf Grand Slam - Gouketsuji Ichizoku 2: Chottodake Saikyou Densetsu - Groove on Fight: Gouketsuji Ichizoku 3 - Growlanser Generations - Growlanser Generations (Deluxe Edition) - Hellnight - Imodoki no Vampire: Bloody Bride - Jack Bros. - Catherine - Kartia: The Word of Fate - Kwirk - Kyuuyaku Megami Tensei - The Legendary Axe II - Majin Tensei - Majin Tensei II: Spiral Nemesis - Maken Shao: Demon Sword - Maken X - Megami Tensei Gaiden: Last Bible Special - Persona - Persona 2: Innocent Sin - Persona 2: Eternal Punishment - Persona 3 - Persona 3: Fes | - Power Instinct - Princess Crown - Purikura Daisakus - Rockin' Kats - Shin Megami Tensei - Shin Megami Tensei If... - Shin Megami Tensei II - Shin Megami Tensei III: Nocturne - Shin Megami Tensei Nine - Shin Megami Tensei: Devil Children: Black Book/Red Book - Shin Megami Tensei: Devil Children: Messiah Riser - Shin Megami Tensei: Devil Summoner - Shin Megami Tensei: Devil Summoner - Raidou Kuzunoha vs. The Soulless Army - Shin Megami Tensei: Devil Summoner Special Box - Shin Megami Tensei: Digital Devil Saga - Shin Megami Tensei: Digital Devil Saga 2 - Shin Megami Tensei: Nocturne - Snow Break - Somer Assault - Stella Deus: The Gate of Eternity - Super Dodge Ball Advance - Super Widget - Tetris Plus - Trauma Center: New Blood - Trauma Center: Second Opinion - Trauma Center: Under the Knife - Trauma Center: Under the Knife 2 - Tsugunai: Atonement - Wacky Races - Widget |

## Jogos publicados pela Atlus
- Arcade
  - Blazeon, 1992
  - Oh My God!, 1993
  - Power Instinct, 1993
  - Hebereke no Popoon, 1994
  - Power Instinct 2, 1994
  - Naname De Magic!, 1994
  - DonPachi, 1995
  - Power Instinct Legends, 1995
  - DoDonPachi, 1997
  - Groove On Fight, 1997
  - ESP Ra.De., 1998
  - Guwange, 1999
- Nintendo Entertainment System (NES)
  - Golf Grand Slam 31 de janeiro de 1991
  - Rockin' Kats Setembro, 1991
  - Widget 1.º de novembro de 1992
  - Wacky Races 25 de dezembro de 1992
- Game Boy
  - Amazing Tater 24 de novembro de 1989 ("Puzzle Boy" no Japão)
  - Kwirk, 1990 ("Puzzle Boy 2" no Japão)
  - Cosmo Tank 8 de junho de 1990
  - Pocket Stadium 18 de dezembro de 1990
  - Spud's Adventure, 1991
  - Wacky Races 27 de março de 1992
  - Megami Tensei Gaiden: Last Bible II 13 de novembro de 1993
  - Megami Tensei Gaiden: Another Bible 3 de março de 1995
  - Purikura Pocket 17 de outubro de 1997
  - Purikura Pocket 2 29 de novembro de 1997
- Game Boy Color
  - Purikura Pocket 3 18 de dezembro de 1998
  - Hamster Paradise 26 de fevereiro de 1999
  - Revelations: The Demon Slayer 19 de março de 1999
  - Megami Tensei Gaiden: Last Bible II 16 de abril de 1999
  - GuruGuru Garakutaz 10 de setembro de 1999
  - Hamster Paradise 2 17 de março de 2000
  - Tanimura Hitoshi no Don Quixote ga Iku 11 de agosto de 2000
  - Shin Megami Tensei: Devil Children 17 de novembro de 2000
  - Robopon Sun 14 de dezembro de 2000
  - Hamster Paradise 3 15 de dezembro de 2000
  - Devil Children: Card Summoner 27 de julho de 2001
  - Hamster Paradise 4 28 de setembro de 2001
- Sega Genesis
  - Crusader of Centy 16 de junho de 1994
  - Power Instinct 18 de novembro de 1994
- Super Nintendo Entertainment System
  - BlaZeon, 1992
  - GP-1, 1993
  - Run Saber 8 de junho de 1993
  - World Soccer '94: Road to Glory 1.º de dezembro de 1993
  - Super Widget 31 de dezembro de 1993
  - Pieces Dezembro, 1994
  - Power Instinct 14 de outubro de 1994
  - Super Valis IV, 1994
  - GP-1: Part II 15 de junho de 1994
  - Megami Tensei Gaiden: Last Bible III, 1995
- Sega Saturn
  - Groove on Fight, 1994
  - Virtual Hydlide 27 de abril de 1995
  - High Velocity: Mountain Racing Challenge 10 de novembro de 1995
  - Lunacy 26 de maio de 1997
- Virtual Boy
  - Jack Bros., 1995
- PlayStation
  - Space Griffon 1.º de junho de 1997
  - Persona 25 de outubro de 1997
  - Ogre Battle: Limited Edition 17 de novembro de 1997
  - Peak Performance 17 de novembro de 1997
  - Tactics Ogre 1.º de maio de 1998
  - Kartia 18 de agosto de 1998
  - Trap Gunner 24 de setembro de 1998
  - Bomberman World 25 de setembro de 1998
  - Hell Night, 1998
  - Guilty Gear 10 de novembro de 1998
  - Advan Racing 19 de novembro de 1998
  - Eggs of Steel 19 de novembro de 1998
  - Brigandine: The Legend of Forsena 20 de fevereiro de 1999
  - Bomberman Fantasy Race 27 de julho de 1999
  - Thousand Arms 30 de setembro de 1999
  - Tail Concerto 25 de outubro de 1999
  - Rhapsody: A Musical Adventure 30 de julho de 2000
  - Persona 2: Eternal Punishment 30 de novembro de 2000
  - Hoshigami: Ruining Blue Earth 1.º de agosto de 2001
  - Sol Divide 1.º de dezembro de 2002
- Nintendo 64
  - Snowboard Kids 15 de março de 1998
  - Snowboard Kids 2 2 de março de 1999
  - Ogre Battle 64: Person of Lordly Caliber 5 de outubro de 2000
- Dreamcast
  - Maken X 26 de abril de 2000
  - deSPIRIA 21 de setembro de 2000
- PlayStation 2
  - Maken Shao: Demon Sword 7 de junho de 2001
  - Tsugunai: Atonement 19 de novembro de 2001
  - Wizardry: Tale of the Forsaken Land 10 de dezembro de 2001
  - SkyGunner 25 de julho de 2002
  - Dual Hearts 23 de setembro de 2002
  - Hard Hitter Tennis 8 de novembro de 2002
  - Disgaea: Hour of Darkness 26 de agosto de 2003
  - Shin Megami Tensei: Nocturne 14 de outubro de 2004
  - Choro Q 27 de outubro de 2004
  - Stella Deus: The Gate of Eternity 26 de abril de 2005
  - Shin Megami Tensei: Digital Devil Saga 5 de abril de 2005
  - Samurai Western 7 de junho de 2005
  - Shin Megami Tensei: Digital Devil Saga 2 4 de outubro de 2005
  - Magna Carta: Tears of Blood 16 de novembro de 2005
  - Metal Saga 25 de abril de 2006
  - Steambot Chronicles 23 de maio de 2006
  - Rule of Rose 29 de agosto de 2006
  - Shin Megami Tensei: Devil Summoner: Raidou Kuzunoha vs. The Soulless Army 10 de outubro de 2006
  - Odin Sphere 28 de maio de 2007
  - Persona 3 14 de agosto de 2007
  - Growlanser: Heritage of War 18 de setembro de 2007
  - Baroque (video game) 8 de abril de 2008
  - Arcana Heart 8 de abril de 2008
  - Persona 3
  - Persona 3 FES 22 de abril de 2008
  - Persona 4 por anunciar tradução? (no Japão: 10 de julho de 2008)
  - Growlanser,  1998
- Game Boy Advance
  - Super Dodge Ball Advance 11 de junho de 2001
  - Tactics Ogre: The Knight of Lodis 6 de maio de 2002
  - Robopon 2: Cross Version 12 de junho de 2002
  - Robopon 2: Ring Version 12 de junho de 2002
  - Lufia: The Ruins of Lore 6 de maio de 2003
  - Devil Children: Puzzle de Call 5 de julho de 2003
  - Shining Soul 16 de setembro de 2003
  - DemiKids: Dark Version 7 de outubro de 2003
  - DemiKids: Light Version 7 de outubro de 2003
  - Double Dragon Advance 18 de novembro de 2003
  - King of Fighters EX2: Howling Blood 15 de dezembro de 2003
  - Shining Soul II 20 de abril de 2004
  - River City Ransom EX 25 de maio de 2004
  - Shining Force: Resurrection of the Dark Dragon 8 de junho de 2004
  - Devil Children: Messiah Riser 4 de novembro de 2004
  - Super Army War 22 de fevereiro de 2005
  - Riviera: The Promised Land 28 de junho de 2005
  - Battle B-Daman 25 de julho de 2006
  - Summon Night: Swordcraft Story 25 de julho de 2006
  - Super Robot Taisen: Original Generation 8 de agosto de 2006
  - Battle B-Daman 2: Fire Spirits 26 de setembro de 2006
  - Summon Night: Swordcraft Story 2 17 de outubro de 2006
  - Yggdra Union 24 de outubro de 2006
  - Polarium Advance 14 de novembro de 2006
  - Super Robot Taisen: Original Generation 2 21 de novembro de 2006
- Xbox
  - Shin Megami Tensei: NINE 5 de dezembro de 2002
  - Galleon 4 de agosto de 2004
  - Pro Fishing Challenge 31 de agosto de 2004
- Nintendo GameCube
  - Cubivore: Survival of the Fittest 11 de novembro de 2002
  - Go! Go! Hypergrind 18 de novembro de 2003
- Nintendo DS
  - Puyo Pop Fever 3 de maio de 2005
  - Trauma Center: Under the Knife 4 de outubro de 2005
  - SBK: Snowboard Kids DS 22 de novembro de 2005
  - Deep Labyrinth 15 de agosto de 2006
  - Contact 17 de outubro de 2006
  - Touch Detective Outubro, 2006
  - Bomberman Land Touch! 17 de novembro de 2006
  - Etrian Odyssey 16 de maio de 2007
  - Izuna: Legend of the Unemployed Ninja 20 de fevereiro de 2007
  - Luminous Arc 14 de agosto de 2007
  - Touch Detective 2 1/2 9 de outubro de 2007
  - Ontamarama 6 de novembro de 2007
  - Draglade 4 de dezembro de 2007
  - Rondo of Swords 15 de abril de 2008
  - Summon Night: Twin Age 3 de junho de 2008
  - Etrian Odyssey 2: Heroes of Lagaard 16 de junho de 2008
  - Trauma Center: Under the Knife 2 1.º de julho de 2008 (no Japão: 7 de agosto de 2008)
  - Izuna 2: The Unemployed Ninja Returns 22 de julho de 2008
- PlayStation Portable
  - Monster Kingdom: Jewel Summoner 13 de fevereiro de 2007
  - Riviera: The Promised Land 10 de julho de 2007
  - Yggdra Union: We'll Never Fight Alone por anunciar tradução?
  - R·Type Command 6 de maio de 2008
- Wii
  - Trauma Center: Second Opinion 19 de novembro de 2006
  - Trauma Center: New Blood 20 de novembro de 2007
  - Baroque 8 de abril de 2008
  - Dokapon Kingdom 18 de outubro de 2008
  - 101-in-1 Party Megamix 27 de outubro de 2009
  - Shiren the Wanderer 2010 (Originalmente publicado no Japão pela Sega)
  - Trauma Team 18 de maio de 2010 (Japão: 17 de junho de 2010)
  - 101-in-1 Sports Party Megamix 9 de novembro de 2010
  - Naruto Shippuden Dragon Blade Chronicles 16 de novembro de 2010
- Xbox 360
  - Operation Darkness 24 de junho de 2008
  - Spectral Force 3: Innocent Rage 29 de julho de 2008
  - Zoids Assault 26 de agosto de 2008
  - Zeno Clash: Ultimate Edition 30 de março de 2010
  - Catherine 17 de fevereiro de 2011
  - Divinity II: The Dragon Knight Saga 12 de abril de 2011
  - The Cursed Crusade Verão de 2011
  - Rock of Ages 2011
- PlayStation 3
  - Demon's Souls 7 de outubro de 2009 (Originalmente publicado no Japão pela Sony Computer Entertainment)
  - 3D Dot Game Heroes 11 de maio de 2010 (Originalmente publicado no Japão pela From Software)
  - Persona 5 15 de setembro de 2016
  - Catherine 17 de fevereiro de 2011
  - The Cursed Crusade Verão de 2011
  - Rock of Ages 2011
  - Dragon's Crown 6 de agosto de 2013
- PlayStation Vita
  - Dragon's Crown 6 de agosto de 2013
  - Conception II Children of the Seven Stars 15 de abril de 2014
- Nintendo 3DS
  - Conception II Children of the Seven Stars 15 de abril de 2014